# Golfclub Kromme Rijn
Golfclub Kromme Rijn is een golfbaan in Bunnik. De golfclub werd opgericht in 1985.

## Geschiedenis
In 1985 begon de golfclub met een driving range en een paar honderd leden. Al gauw werd er een pitch- en puttbaan naast gelegd.
In 1998 verhuisde de club naar een vrijgekomen stuk grond in natuurgebied 'De Brakel' tussen Bunnik en Zeist, waar ze 9 holes heeft aangelegd.

## Golf environment organisation
In 2010 ontving de club het certificaat GEO vanwege het bewust natuurvriendelijke baanonderhoud dat er gepleegd wordt om het evenwicht van flora en fauna in stand te houden.